# Danina dla aniołów

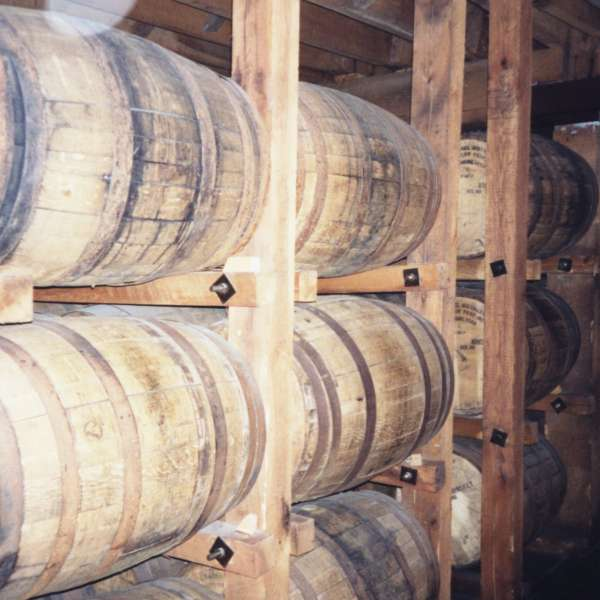
Beczki Whiskey w destylarni Jack Daniel's

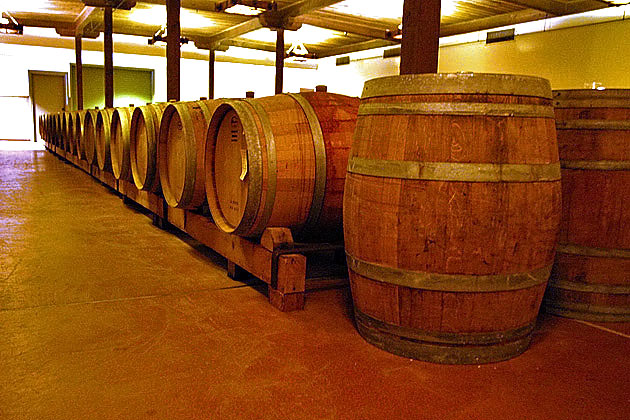
Beczki z dojrzewającym winem w Napa Valley

Danina dla aniołów (z ang. Angel's share) – w gorzelnictwie, browarnictwie i winiarstwie porcja (ang. share – udział) wina lub destylatu alkoholowego, który ubywa z beczek podczas dojrzewania (starzenia) produktu. Beczki zrobione są zazwyczaj z francuskiego lub amerykańskiego dębu. W warunkach niskiej wilgotności powietrza ubywa przede wszystkim woda. Przy większej wilgotności główny ubytek produktu stanowi alkohol, zmniejszając tym samym nieznacznie końcową moc produktu (% vol.).
Legenda mówi, że anioł przyjął wino, w ramach podziękowań zaś dodał wiele wymiarów smaku do wina pozostałego w beczkach.
Inne przyjęte nazwy, w zależności od źródła, profesji i rodzaju alkoholu: dola aniołów, dar dla aniołów, udział aniołów,  działka aniołów.